# TVP Kultura
TVP Kultura – kanał tematyczny Telewizji Polskiej, poświęcony w całości tematyce kulturalnej (prezentuje film, teatr, muzykę, sztukę i literaturę), który został uruchomiony 24 kwietnia 2005 roku o godzinie 17.00. 
TVP Kultura jest dostępna w sieciach kablowych, na platformach satelitarnych oraz na trzecim multipleksie naziemnej telewizji cyfrowej (MUX 3). Kanał TVP Kultura emituje swój program niemal całodobowo.

## Kalendarium
- 24 kwietnia 2005 o 17:00 – TVP Kultura rozpoczęła regularną emisję. W dniu startu była dostępna dla abonentów platform Cyfrowy Polsat i Cyfra+ oraz indywidualnych odbiorców satelitarnych korzystających z niekodowanych przekazów z satelitów Hot Bird (13°E), Astra 2C (19,2°E) i Eutelsat W3A (7°E)[2].
- 20 września 2005 – pierwsza transmisja spektaklu teatralnego na żywo. Pierwszym w ten sposób pokazanym przedstawieniem było Made in Poland w reż. Przemysława Wojcieszka z Teatru im. Heleny Modrzejewskiej w Legnicy[3].
- 2 grudnia 2005 – Telewizja Polska zawarła porozumienie z Polską Izbą Komunikacji Elektronicznej na bezpłatne dostarczanie kanału sieciom kablowym. Było to wynikiem bojkotu stacji przez wiele sieci kablowych. Bojkot związany był z konfliktem Telewizji Polskiej z kablówkami. TVP żądała od sieci kablowych dodatkowych opłat, bądź stworzenia darmowego pakietu, składającego się tylko i wyłącznie z kanałów TVP, co technicznie i finansowo jest niemożliwe do zrealizowania lub też dodatkowej opłaty od każdego gniazdka w wysokości 1,5 zł[4][5]. TVP Kultura w pierwszych miesiącach nadawania zanotowała bardzo słabą oglądalność. Stację w ciągu minuty według AGB Polska oglądało ok. 812 osób. Dla porównania: TVN Turbo i TVN Meteo – ok. 10 000 osób, TVN24 – ponad 63 000 osób, a TVP1 – 1 200 000 osób. AGB nie potrafiła zapisać tak niskiego wyniku w procentach[6].
- 16 grudnia 2005 – TVP Kultura została udostępniona abonentom sieci kablowej Aster[7].
- 23 stycznia 2006 – TVP Kultura została udostępniona abonentom sieci kablowej Telewizja Kablowa Poznań S.A.[8].
- 31 stycznia 2006 – kanał dostępny dla abonentów Vectry[9].
- 1 września 2006 – TVP Kultura rozpoczyna nadawanie reklam[10]
- 22 października 2007 – kanał pojawił się w testowym multipleksie naziemnej telewizji cyfrowej nadawanym w standardzie DVB-T/MPEG-4 w Warszawie, Poznaniu, Wiśle, Rajczy i Leżajsku[11].
- 3 listopada 2008 – TVP Kultura wydłuża czas emisji rozpoczynając program o godzinie 7:00[12].
- 24 maja 2009 – kanał rozpoczyna nadawanie wybranych pozycji w formacie 16:9[13].
- 27 października 2010 – TVP Kultura zaczęła nadawać swoje programy w trzecim multipleksie naziemnej telewizji cyfrowej (MUX 3)[14].
- 2 września 2013 – 15 lutego 2014 – Wieczorynka została przeniesiona do TVP Kultura[15]
- 29 grudnia 2014 – kanał został zakodowany z satelity Eutelsat Hot Bird 13C (13°E)[16].
- 1 stycznia 2015 – przekaz TVP Kultura z satelity Astra 1KR (19,2°E) został wyłączony[17].
- 11 kwietnia 2015 – TVP Kultura otrzymała nowe logo i oprawę graficzną[18]
- 23 października 2019 – stacja rozpoczęła nadawanie w HD na ósmym multipleksie naziemnej telewizji cyfrowej (MUX 8), co wiązało się z likwidacją kanału w wersji SD na MUX 3[19].
- 6 kwietnia 2020 – 2 czerwca 2020 – TVP Kultura wraz z TVP Sport, TVP Rozrywka i TVP HD emitowała lekcje Szkoły z TVP adresowane do uczniów szkół ponadpodstawowych, którzy nie mogli chodzić do szkoły z powodu pandemii COVID-19[20].
- 26 czerwca 2020 – uruchomiono internetowy kanał TVP Kultura 2, będący uzupełnieniem głównej anteny[21].
- 3 września 2020 – stacja rozpoczęła nadawanie w jakości HD na testowym multipleksie telewizji naziemnej w standardzie DVB-T2[22].
- 9 listopada 2020 – TVP Kultura nadaje w jakości HD na satelitarnych platformach cyfrowych[23].
- 14 lutego 2022 – TVP Kultura można oglądać bezpłatnie dzięki aplikacji TVP GO dostępnej na systemach iOS i Android[24].
- 3 stycznia 2023 – TVP Kultura i TVP Kobieta nadają w HD na szóstym multipleksie naziemnej telewizji cyfrowej (MUX 6)[25]
- 13 stycznia 2023 – kanały TVP Kultura i TVP Kobieta zostały usunięte z MUX 8[26]
- 1 czerwca 2023 – TVP Kultura można oglądać bezpłatnie w serwisie internetowym i aplikacji TVP VOD[27][28].
- 19 grudnia 2023 – TVP Kultura w jakości HD powróciła do MUX 3[29].
- 13 stycznia 2024 – kanał został usunięty z MUX 6[30]

## Oprawa graficzna
Autorem pierwszej oprawy graficznej kanału (animacji), obowiązującej od początku nadawania, był Mariusz Wilczyński. Druga oprawa, stworzona przez Studio Projektowania Graficznego i Animacji UNIFORMA, zadebiutowała na antenie w marcu 2010 roku. 9 kwietnia 2011 roku wprowadzono nową oprawę, której autorem był Piotr Młodożeniec. Od 11 kwietnia 2015 roku autorką oprawy plastycznej kanału była Julia Mirny. W tym dniu zostało także wprowadzone nowe logo, które zastąpiło stare, funkcjonujące od początku istnienia kanału. Kolejną oprawę wprowadzono 7 stycznia 2018 roku, a szóstą i obowiązującą do dziś - w 2020 roku.

## Oferta programowa
Ramówka programu wygląda następująco:
- programy archiwalne m.in. 100 pytań do...
- premiery filmowe i dokumentalne,
- koncerty i opery,
- spektakle teatralne,
- programy zakupione za granicą (m.in. od francusko-niemieckiej telewizji Arte),
- filmy dokumentalne powstałe w koprodukcji:
  - „Był bunt” reż. Małgorzata Kozera,
  - „Inny świat” reż. Dorota Kędzierzawska,
  - „Miłość” reż. Filip Dzierżawski,
  - „Mundial. Gra o wszystko” reż. Michał Bielawski,
  - „Tato poszedł na ryby” reż. Grzegorz Pacek.
- produkcje własne (m.in. programy kulturalne oraz relacje z wydarzeń kulturalnych)

### Programy własne (stan na lato 2024)
- Informacje Kulturalne (od 2005 roku)[34],
- Niedziela z... (od 2005 roku)
- Hala odlotów (2012-2016, od 2024 roku) – prowadzi Katarzyna Janowska, a do 2016 roku także Max Cegielski[35][36],

### Pasma programowe
- Od ucha do ucha
- Retro kino
- Portrety
- Kino Mistrzów
- Panorama kina polskiego
- Lekkie obyczaje
- Dokument w podróży
- Serialowa nostalgia
- Noc krótkich filmów
- Komediowe lato
- Dokument tygodnia
- Bilet do kina
- Kino nocne
- Seans kultowy
- Francuskie śniadanie
- Dokument.pl

### Programy nienadawane w TVP Kultura (niepełna lista)
- Cappuccino z książką (2014-2015) – prowadziły Anna Kałuża, Sylwia Chutnik i Karolina Sulej[37][38],
- Po trochu wyciągane z lochu, czyli archiwizja – prowadzili Wojciech Mann i Grzegorz Wasowski,
- Sztuka czytania (2013-2014) – prowadzili Anna Kałuża, Andrzej Franaszek i Wojciech Bonowicz[39].
- Tygodnik kulturalny (2005-2020)[40][41]
- Chuligan literacki (2016-2018) – prowadził Mateusz Matyszkowicz[42],
- Dezerterzy (2016-2019) – prowadził Łukasz Orbitowski[43],
- Dranie w kinie (2017-2019) – prowadzili Krzysztof Kłopotowski i Jakub Moroz,
- Dziennik filozofa (2017-2018) – prowadzili Robert Piłat i Jacek Hołówka,
- Kronos (2017-2023) – prowadzili Piotr Nowak i Ivan Dimitrijevic,
- Pegaz (wrzesień 2016-2019)[44],
- Studio Kultura Rozmowy (2005-2020)[45],
- Tanie dranie (2016-2023) – prowadzili Krzysztof Kłopotowski i Jakub Moroz,
- Trzeci punkt widzenia (2007-2010, 2016-2023) – prowadzili Marek Cichocki, Dariusz Gawin i Dariusz Karłowicz[46]

## Logo
| Okres wykorzystywania               | Opis | Ilustracja |
| ----------------------------------- | --- | ---------- |
| 24 kwietnia 2005 - 10 kwietnia 2015 | Logo TVP, pod nim napis „KULTURA” na czarnym tle.                                                                     |            |
| od 11 kwietnia 2015                 | Różowe logo TVP, pod nim stylizowany czarny napis „KULTURA” („R” jest w kolorze różowym, natomiast „A” nie ma paska). |            |

## Nagrody i wyróżnienia
We wrześniu 2006 oraz w 2007 kanał TVP Kultura otrzymał nagrodę telewizyjną Hot Bird TV Awards, zwaną telewizyjnym Oscarem, w kategorii Kultura/Edukacja. O nagrodę w tej kategorii walczyły też niemiecka Deutsche Welle i włoski Rai Sat Nettuno. Nagroda Hot Bird przyznawana jest kanałom tematycznym emitowanym za pośrednictwem europejskich satelitów.
W maju 2011 kanał TVP Kultura otrzymał złoty medal w konkursie EBUconnect za najlepszą kampanię promocyjną w kategorii Best Comedy, Reality or Entertainment Promo za spoty promujące XVI Międzynarodowy Konkurs Pianistyczny im. Fryderyka Chopina.
W 2012 roku kanał TVP Kultura otrzymał nagrodę SAT Kuriera dla najlepszego kanału tematycznego.
We wrześniu 2014 roku kanał TVP Kultura został laureatem nagrody Muzeum Sztuki w Łodzi.

## Gwarancje Kultury
Co roku w rocznicę powstania TVP Kultura świętuje swoje urodziny, przyznając nagrody – Gwarancje Kultury – dla wybitnych twórców polskiej kultury.

## Teatr w TVP Kultura
TVP Kultura jako pierwszy kanał Telewizji Polskiej rozpoczął transmisje spektakli teatralnych na swojej antenie. Pierwszym w ten sposób pokazanym przedstawieniem było „Made in Poland” w reż. Przemysława Wojcieszka z Teatru im. Heleny Modrzejewskiej w Legnicy. Specjalnie na zamówienie TVP Kultura realizowane są przeniesienia telewizyjne najgłośniejszych w ostatnich sezonach przedstawień, dzięki czemu tworzone jest archiwum najnowszej historii teatru polskiego.
Dotychczas wśród premierowych realizacji telewizyjnych i transmisji znalazły się:
2005
- „Słomkowy kapelusz”. Reż. Piotr Cieplak – Teatr Powszechny w Warszawie – transmisja.
- „Poskromienie złośnicy”. Reż. Krzysztof Warlikowski – Teatr Dramatyczny w Warszawie – transmisja.
- „Scat”. Reż. Wojciech Kościelniak – Teatr Muzyczny „Capitol” we Wrocławiu – transmisja.

2006
- „Lament”. Reż. Paweł Szkotak – Teatr Polski w Poznaniu.
- „Moralność Pani Dulskiej”. Reż. Anna Augustynowicz – Teatr Współczesny w Szczecinie – transmisja.
- „Matka Joanna od Aniołów”. Reż. Marek Fiedor – Teatr Dramatyczny im. Jana Kochanowskiego w Opolu – transmisja.
- „Kosmos”. Reż. Jerzy Jarocki – Teatr Narodowy w Warszawie.
- „Brzeg-Opole” – transmisja.
- „Wielkie kazanie księdza Bernarda”. Reż. Krzysztof Jasiński – Teatr STU w Krakowie – transmisja.

2007
- „Walka karnawału z postem”. Reż. Ewa Wycichowska – Polski Teatr Tańca – Balet Poznański – transmisja.
- „Przypadek Klary”. Reż. Paweł Miśkiewicz – Teatr Polski we Wrocławiu – transmisja.
- „2007: Macbeth”. Reż. Grzegorz Jarzyna – Teatr Rozmaitości w Warszawie.
- „Król Roger”. Reż. Mariusz Treliński – Opera Wrocławska.
- „Kartoteka”. Reż. Michał Zadara – Wrocławski Teatr Współczesny – transmisja.
- „Sędziowie”. Reż. Jerzy Grzegorzewski – Teatr Narodowy w Warszawie.
- „Krum”. Reż. Krzysztof Warlikowski – Teatr Rozmaitości w Warszawie – transmisja.

2008
- „Seks, prochy i rock&roll”. Reż. Jacek Orłowski – Teatr im. Stefana Jaracza w Łodzi – transmisja.
- „Teczki”. Reż. Mariusz Malec – Teatr Ósmego Dnia.
- „Hamlet Stanisława Wyspiańskiego”. Reż. Jerzy Grzegorzewski – Teatr Narodowy w Warszawie.
- „Przygody Sindbada Żeglarza”. Reż. Jarosław Kilian – Teatr Polski w Warszawie – transmisja.
- „Burza”. Reż. Krzysztof Warlikowski – Teatr Rozmaitości w Warszawie.
- „Spowiedź w drewnie”. Reż. Krystian Kobyłka – Opolski Teatr Lalki i Aktora im. Alojzego Smolki.
- „Wierszalin. Reportaż o końcu świata”. Reż. Piotr Tomaszuk – Teatr Wierszalin w Supraślu – transmisja.
- „Transfer!”. Reż. Jan Klata – Wrocławski Teatr Współczesny.

2009
- „Ferdydurke”. Reż. Janusz Opryński – Teatr Provisorium w Lublinie.
- „Chodnik 05”. Reż. Jarosław Staniek – Gliwicki Teatr Muzyczny.
- „Odpoczywanie”. Reż. Paweł Passini – Teatr Łaźnia Nowa w Krakowie – transmisja.
- „Opowiadania dla dzieci według Singera”. Reż. Piotr Cieplak – Teatr Narodowy w Warszawie.
- „Rzeczpospolita Babińska”. Reż. Stanisław Radwan – Stary Teatr im. Heleny Modrzejewskiej w Krakowie.
- „Bułhakow”. Reż. Maciej Wojtyszko – Teatr Słowackiego w Krakowie.
- „Sprawa Dantona”. Reż. Jan Klata – Teatr Polski we Wrocławiu – transmisja.
- „Szczęśliwe dni”. Reż. Antoni Libera – Teatr Dramatyczny w Warszawie.

2010
- „ID”. Reż. Marcin Liber – Teatr Współczesny w Szczecinie.
- „Makbet”. Reż. Andrzej Wajda – Stary Teatr im. Heleny Modrzejewskiej w Krakowie.
- „Sztuka bez tytułu”. Reż. Agnieszka Glińska – Teatr Współczesny w Warszawie.
- „Wymazywanie”. Reż. Krystian Lupa – Teatr Dramatyczny w Warszawie

2011
- „Lalka”. Reż. Wojciech Kościelniak – Teatr Muzyczny im. Danuty Baduszkowej w Gdyni – transmisja.
- „Sprzedawcy gumek”. Reż. Artur Tyszkiewicz – Teatr Imka w Warszawie – transmisja.
- „Utwór o Matce i Ojczyźnie”. Reż. Marcin Liber – Teatr Współczesny w Szczecinie – transmisja.
- „Iwona, księżniczka Burgunda”. Reż. Atilla Keresztes – Teatr Śląski w Katowicach.
- „Kamienie w kieszeniach”. Reż. Łukasz Witt-Michałowski – Scena Prapremier in Vitro w Lublinie.
- „Zmierzch bogów”. Reż. Grzegorz Wiśniewski – Teatr Wybrzeże w Gdańsku.
- „Białe małżeństwo”. Reż. Krystyna Meissner – Wrocławski Teatr Współczesny – transmisja.

2012
- „III Furie” Reż. Marcin Liber – Teatr im. Heleny Modrzejewskiej w Legnicy – transmisja
- „Turandot”. Reż. Paweł Passini – neTTheatre.
- „Cholonek” - Teatr Korez w Katowicach.
- „Bracia Karamazow”. Reż. Janusz Opryński – Teatr Provisorium w Lublinie.

2013
- „Idąc rakiem według Grassa”. Reż. Krzysztof Babicki - Teatr Miejski w Gdyni.
- „Ciała obce Holewińskiej”. Reż. Kuba Kowalski - Teatr Wybrzeże w Gdańsku.
- „Samotność pól bawełnianych”. Reż. Radosław Rychcik - Teatr im. Żeromskiego w Kielcach.
- „Saksofon”. Reż. Izabella Cywińska (prod. Narodowy Instytut Audiowizualny).

2014
- „Piąta strona świata”. Reż. Robert Talarczyk - Teatr Śląski w Katowicach.
- „Wiśniowy sad”. Reż. Izabella Cywińska - Teatr Nowy w Poznaniu.
- „Korzeniec”. Reż. Remigiusz Brzyk - Teatr Zagłębia w Sosnowcu.
- „Miłobójcy”. Reż. Lech Mackiewicz - Teatr Nowy w Zabrzu.

2019 - Scena monodramu
- „Oriana Fallaci. Chwila w której umarłam”. Reż. Ewa Błaszczyk - Teatr Studio im. Stanisława Ignacego Witkiewicza w Warszawie[56].
- „Jednocześnie”. Reż. Artur Tyszkiewicz - Centrum Spotkania Kultur w Lublinie[57].
- „Ziemia uderzyła o piłkę”. Reż. Grzegorz Jankowski - Instytut Teatralny im. Zbigniewa Raszewskiego[56].
- „Szekspir Forever”. Reż. Andrzej Seweryn - Teatr Polski im. Arnolda Szyfmana w Warszawie[58].
- „Clarissima”. Reż. Tomasz Cyz - Teatr im. Stanisława Ignacego Witkiewicza w Zakopanem[59]
- „Kalina”. Reż. Agata Biziuk - Teatr Nowy w Poznaniu – transmisja[60].

2020
- „Kriton”. Reż. Dariusz Karłowicz[61]
- „Widnokrąg”. Reż. Michał Kotański - Teatr im. Stefana Żeromskiego w Kielcach[62].
- „Balet o kawie” - Balet Dworski „Cracovia Danza”[63]
- „Halka”. Reż. Natalia Babińska - Opera Nova w Bydgoszczy[64].
- „Dziady. Noc pierwsza.” i „Dziady. Noc druga.”. Reż. Piotr Tomaszuk - Teatr Wierszalin z Supraśla[65].

## Dyrektorzy
| okres pełnienia funkcji                                                             | okres pełnienia funkcji                                        | imię i nazwisko                                                |
| od                                                                                  | do                                                             | imię i nazwisko                                                |
| Dyrektorzy TVP Kultura jako samodzielnej jednostki (2004-2018)                      | Dyrektorzy TVP Kultura jako samodzielnej jednostki (2004-2018) | Dyrektorzy TVP Kultura jako samodzielnej jednostki (2004-2018) |
| ----------------------------------------------------------------------------------- | -------------------------------------------------------------- | -------------------------------------------------------------- |
| 16 grudnia 2004                                                                     | 31 sierpnia 2006                                               | Jacek Weksler                                                  |
| 31 sierpnia 2006                                                                    | 12 lipca 2011                                                  | Krzysztof Koehler                                              |
| 12 lipca 2011                                                                       | 31 grudnia 2015                                                | Katarzyna Janowska                                             |
| styczeń 2016                                                                        | 11 września 2017                                               | Mateusz Matyszkowicz                                           |
| 11 września 2017                                                                    | 6 maja 2019                                                    | Barbara Schabowska                                             |
| 6 maja 2019                                                                         | wrzesień 2019                                                  | Wojciech Klata (p.o. dyrektora)                                |
| Dyrektorzy zarządzający TVP Kultura w ramach Centrum Kultury i Historii (2020-2024) |                                                                |                                                                |
| wrzesień 2019                                                                       | 29 czerwca 2023                                                | Kalina Cyz                                                     |
| 29 czerwca 2023                                                                     | 28 sierpnia 2023                                               | Artur Bazak                                                    |
| 28 sierpnia 2023                                                                    | 22 grudnia 2023                                                | Marta Ławacz-Leszczyńska                                       |
| Dyrektorzy zarządzający TVP Kultura w ramach Biura Programowego (od 2024 roku)      |                                                                |                                                                |
| 22 grudnia 2023                                                                     |                                                                | Sławomir Zieliński                                             |